# ポケモン・ザ・ムービーXY 光輪の超魔神 フーパ
『ポケモン・ザ・ムービーXY 光輪の超魔神 フーパ』（ポケモン・ザ・ムービー エックスワイ リングのちょうまじん フーパ）は、2015年7月18日公開のテレビアニメ『ポケットモンスター』の劇場版第18作目の作品。
キャッチコピーは「あらたな伝説のおでましだ!」。

## 概要
『XY』シリーズ第2作で短編映画『ピカチュウとポケモンおんがくたい』が同時上映される。当初発表されたタイトルは『ポケモン・ザ・ムービー XY 2015』であり、本作で初公表となるポケモン・フーパの名が伏せられていた。また、前年までは正式タイトル発表前にタイトルの一部のみ（例えば前年の『破壊の繭とディアンシー』であれば『破壊の繭』の部分のみ）を一旦公表していたが、本作ではタイトルの一部を途中公開せず、あらかじめ正式タイトル公表時に全てのタイトルを公表すると言う形が取られた。
『結晶塔の帝王 ENTEI』（2000年、首藤剛志と共同執筆）以来、長編作品の脚本は長らく園田英樹が手がけていたが、本作ではテレビシリーズにおいてシリーズ構成を担う冨岡淳広が、長編作品の脚本を初めて手がける。なお、短編作品『ピカチュウとポケモンおんがくたい』は『ピチューとピカチュウ』以来、15年ぶりに園田が手がけている。
時系列は「XY」第76話～83話（放送順カウントで）の間である。
劇伴に過去のテレビシリーズや映画の音楽をアレンジした物が幾つか使用されているのも特徴である。過去にサウンドトラックで発表された楽曲からは無印の「続くったら､続く」が「砂漠でバケーション」と「レッツゴー!」、『幻のポケモン ルギア爆誕』（1999年）の「脱出!」が「俺たちも戦うぞ!」、『水の都の護神 ラティアスとラティオス』（2002年）の「出撃!」が「伝説VS伝説〜砂塵の大決闘〜」のタイトルでそれぞれアレンジされている。『ルギア爆誕』からはルギアの登場BGMもアレンジされており、こちらは「命をかけてかかってこい!」と当時の映画キャッチコピーから引用された曲名が当てられている。
本作の興行収入は26.1億円、同年公開の日本映画で第12位となった。これは『水の都の護神 ラティアスとラティオス』（26.7億円）を下回り、次作『ボルケニオンと機巧のマギアナ』に抜かれるまでポケモン映画として最も興行収入の低い作品となった。
『劇場版ポケットモンスター アドバンスジェネレーション 裂空の訪問者 デオキシス』以降の劇場版作品は翌年の映画公開日の2日前の木曜19:00 - 20:54で放送されていたが、本作では2016年7月14日に18時からの2時間での放送となった（17:55からは『ポケモン映画ナビ』も別途放送）。
その後、2017年12月28日にも放映されており、その時はSMの今後の見どころも放映された。

## 前売り券・配布ポケモン
本作の前売り券は3月7日から発売開始された。今回前売り券でプレゼントされるポケモンはプレゼントコードで配信されるポケモンと、前売り券上部にある「伝説のポケモンおでまし引換券」で配布する伝説のポケモンの二つがある。
プレゼントコードで入手できるポケモンはレベル100のアルセウスで、様々なタイプのプレートもしくはシルクのスカーフをランダムで所持している。また、究極技とも呼ばれる「ブラストバーン」・「ハイドロカノン」・「だいちのちから」を覚えている。
「伝説のポケモンおでまし引換券」では、6月20日よりポケモンセンターやポケモンストア、イオンモール等の百貨店で「カイオーガ」・「グラードン」・「ディアルガ」・「パルキア」・「ギラティナ」・「キュレム」の6体の中から好きなポケモンを入手（おでまし）できる。いずれもレベル100で、キュレムのみ性格がランダムで決まる。
劇場でプレゼントされるポケモンはフーパで、7月18日から「X・Y」・「オメガルビー・アルファサファイア」のローカル通信で配布される。レベルは50で、「いじげんホール」と呼ばれる、相手が「まもる」や「みきり」などの完全防御系のわざを使っていてもダメージを与えるわざを覚えている。「オメガルビー・アルファサファイア」で入手する「いましめのツボ」を使うことで「いましめられしフーパ」から「ときはなたれしフーパ」に姿を変えることができ、3日間経つと元に戻る。レベル85に到達、もしくはハートのウロコでわざを思い出すときに「いじげんラッシュ」を覚えることができる。映画開始時と終了時にフーパの受け取りの際の注意説明のアニメが上映され、シトロンとシトロイドが担当する。

## ストーリー
100年前、砂漠の街「デセルシティ」は、強大な力を持つポケモンによって壊滅的な被害を受けていた。そこへ現れた旅人が、不思議な力を持つツボでそのポケモンを封印したことで、デセルシティの人々は平穏な時間を取り戻していた。
そして時は流れ現在、旅を続けるサトシ達一行は、不思議なリングを使って色々なものを取り出したりする力を持つ謎のポケモン「フーパ」と、フーパの世話をしている少女・メアリと出会う。無邪気でいたずらとドーナツが好きなフーパは、サトシとピカチュウを「サートン」「ピーカン」と呼び、サトシ達とすぐに仲良しになる。デセルシティに着いたサトシ達は、メアリの兄・バルザと出会うが、フーパはどこか怪しい雰囲気のバルザと、彼の持っていた「いましめのツボ」にひどく怯える。バルザはフーパの姿を確認すると突然、ツボの蓋を開け、ツボの中から噴き出した「影」に包まれたフーパは苦しみ出し、邪悪な気配をまとった巨大なポケモンへと姿を変えた。それはフーパの本来の姿である「ときはなたれしすがた」であり、かつてデセルシティに大きな被害をもたらしたポケモンでもあった。「ときはなたれしすがた」となったフーパに襲われたサトシ達だったが、メアリと「いましめのツボ」の力によって、フーパは再び「いましめられしすがた」へと戻った。その後、ツボに封印されていた「影」にバルザが操られていたことも判明した。
サトシ達はメアリと、「影」から解放されたバルザの話から、100年前にデセルシティで起きた出来事、フーパの力の一部を「いましめのツボ」に封印した旅人がバルザ達の曾祖父・グリスであること、そしてツボに封印されていたフーパ本来の力が長い年月を経て「怒り」となり、フーパを取り込むことで再び暴れだそうとしていることを知る。フーパの暴走を防ぐ方法を探り始めるサトシ達だったが、フーパと「いましめのツボ」の秘密を知らないロケット団がツボを盗もうとしたことで、ツボに封印されていた「影」が解き放たれる。バルザとメアリは、「影」に抵抗するフーパと共に暴走を抑えようとするが、「いましめのツボ」は壊れてしまい、行き場を失った「影」は、邪悪な気配をまとった「超フーパ」として蘇ってしまう。
サトシ達はフーパを捕らえようとする超フーパの猛攻をかわし、壊れたツボを復元させるため、そしてデセルシティを守るためにフーパが「おでまし」した伝説のポケモン達と共に一致団結する。そしてそれに対抗するべく、超フーパも伝説のポケモン達を「おでまし」して迫り来る。互いのフーパの「おでまし」により"伝説VS伝説"という、ポケモン映画史上最大最強のバトルが開始された。

## 登場キャラクター
詳細は個別記事かアニメ版ポケットモンスターの登場人物を参照。

### レギュラー
サトシ
声 - 松本梨香
ポケモンマスターを目指す少年。
セレナ
声 - 牧口真幸
ポケモンパフォーマーの少女。本格的にポケモンパフォーマーとして活動するため、今作から髪を切ったショートヘアで登場。
シトロン
声 - 梶裕貴
ミアレジムジムリーダーの少年。
ユリーカ
声 - 伊瀬茉莉也
シトロンの妹。
ロケット団
珍しいポケモンを狙う悪の組織の3人組。本作では「いましめのツボ」をパワーアップする装置と勘違いして奪おうとするが影の策略で封印を解いてしまう。その後は住民に紛れて避難をした。
ムサシ
声 - 林原めぐみ
ロケット団の女性団員。「いましめのツボ」を奪った際、ピカチュウと交換を条件を突き付けた。
コジロウ
声 - 三木眞一郎
ロケット団の男性団員。ムサシの条件に対して「良い人過ぎないか？」と甘さを指摘している。
ニャース
声 - 犬山イヌコ
ロケット団員。人語を話すことができる。「いましめのツボ」の影に憑りつかれてしまい、ツボの封印を解いてしまう。
ナレーション
声 - 石塚運昇

サトシのポケモン
ピカチュウ
声 - 大谷育江

ゲコガシラ
声 - うえだゆうじ

ルチャブル、ヒノヤコマ、オンバット
今作ではエンディングのみの登場で、台詞は無い。
セレナのポケモン 
テールナー
声 - 林原めぐみ

ヤンチャム
声 - 下屋則子

シトロン・ユリーカのポケモン
ハリマロン
声 - 生天目仁美

デデンネ
声 - 佐藤恵

ホルビー、レントラー
今作ではエンディングのみの登場で、台詞は無い。
ムサシのポケモン
ソーナンス
声 - うえだゆうじ
ムサシの相棒的存在のポケモン。目立った活躍はしておらず、ムサシ達と共に住民に紛れて避難をした。

ジョーイ
声 - 赤﨑千夏
ポケモンセンターのプールの水がなくなった事に驚いていた。

### ゲストキャラクター
バルザ
声 - 藤原竜也、竹内順子（幼少時代）
デセルシティに住む青年でメアリの兄。
使用ポケモン
ウォーグル
声 - 古島清孝
ソルロック
声 - 石塚運昇

メアリ
声 - 中川翔子、佐倉綾音（幼少時代）
デセルシティに住む少女でバルザの妹。
グリス曾じいさま
声 - 森川智之
バルザとメアリの曾祖父。100年前に超フーパの暴走を止めている。現在のメアリが「いない」と発言したことから、故人とされている。
ダムじいさん
声 - 佐藤健輔
デセルシティに住む男性。

### ゲストポケモン
フーパ
声 - 釘宮理恵（いましめられしすがた）、山寺宏一（ときはなたれしすがた）
100年前、デセルシティで暴走したときはなたれし姿のフーパがグリスによって一部の力が封印されいましめられしすがたとなった。とてもいたずら好きで「ギシシ…」「びっくりした?」などが口癖。ドーナツが大好物。なお、これまで登場したポケモンはテレパシーによるもので会話しているが、彼の場合普通に口を動かして会話しているため高い言語能力を持つと考えられる（映画2作に登場したヤドキングも同様）。また、バルザやメアリは普通に呼ぶが、サトシを「サートン」、ピカチュウを「ピーカン」と呼ぶ。
いましめられしすがた、ときはなたれしすがたと共にリングからポケモンや物を「おでまし」することはできるが、力が封印されているためフーパ自身がリングをくぐることはできない。また、リングの力で伝説のポケモンを無理に召喚する行為は空間を歪ませる危険性がある。

アルセウス
グリスがいましめのツボを作るために「ほのお」・「みず」・「じめん」のプレートを貸し与えていたり、ノベライズ版でシンオウ地方で会った事があるという発言があることから映画第12作と同一の個体の可能性が高い。終盤でサトシ達やフーパを救う。

いましめられしすがたのフーパが召喚したポケモン
ピカチュウ
声 - 大谷育江
フーパがいたずらで大量に出したピカチュウたち。中にはおきがえピカチュウが紛れ込んでいる。小説版では、伝説のポケモン同士の戦いにおいてサトシ達を援護している。
ルギア
本作の脚本を務めた冨岡による小説版では、映画第2作に登場したものと同個体である事が描写されている。ただし言葉は話さず鳴き声のみである。
ラティオス、ラティアス
声 - 三木眞一郎、林原めぐみ
映画第5作に登場した個体と同じかどうかは不明である（ラティオスは心の雫に姿を変えたため別個体）。なお、ラティアスは当作と同じ林原が担当しているが、ラティオスは江原ではなく三木眞一郎が担当している。
黒いレックウザ
声 - 古島清孝
色違いのレックウザ。映画第7作のものは通常色で声も小西克幸が担当しているため、別個体である。
ヒポポタス
声 - 篠原信一
デセルシティ近くの砂漠で暮らしているポケモン。性別は♂（体色から）。ユリーカの提案でフーパによって召喚され、いましめのツボを作るのに協力した。
ゴローン、ゴマゾウ
声 - 佐藤健輔、伊東みやこ
オリジナルアニメに登場。
ときはなたれしすがたのフーパが召喚したポケモン
グラードン、カイオーガ
100年前では通常の姿のものが、現代ではゲンシカイキした姿のものが登場（同一個体かは不明）。カイオーガは映画第9作に登場したものと同じかは不明。
なおグラードンは映画第6作にも登場しているが、そちらはあくまでも姿を真似た怪物にすぎないもので、本物のグラードンが登場したのは今作が初である。
この二体とディアルガ、パルキア、ギラティナ、キュレムはときはなたれしフーパに操られた状態で召喚されている。
レシラム、ゼクロム
映画第14作に登場した個体かは不明だが言葉を話さない。回想のみ登場でレジギガスと共にフーパと戦うも敗北してしまい、元の世界に送り返された。
レジギガス
声 - 古島清孝
映画第11作に登場したのとは別個体で声優も違う（当作では相馬幸人が担当）。なお、召喚された伝説ポケモンの中で唯一クレジットされている。11作目に比べ鳴き声が機械的なものに変わっている。回想のみの登場でゼクロム、レシラムと共にフーパと戦うも敗北し、元の世界に送り返された。
キュレム
映画第15作に登場したものとは違い話さず、鳴き声も流用されたものではないため別個体だと思われるが、当作同様「ブラックキュレム」「ホワイトキュレム」の姿に切り替えることができる。
ディアルガ、パルキア
映画第10～12作に登場したものと同じかは不明だが、鳴き声は当作から流用している。
ギラティナ
映画第11、12作に登場したものと同じかは不明で、こちらもディアルガ、パルキア同様鳴き声は流用されている。

トレーナーのポケモン
カイリュー、ハガネール
声 - 佐藤健輔、石塚運昇
回想のみ。ときはなたれしフーパのバトルの相手として挑むも、敗北した。

### 劇場版限定キャラクター
シトロイド
声 - 佐藤健輔
主人であるシトロンと共に配信ポケモンの水先案内役として登場。

## 設定用語
デセルシティ
本作の物語の舞台。100年前は砂漠の中に広がる小さな集落であったが、ある日突然やってきたフーパ（ときはなたれしすがた）のいたずらがきっかけで街の規模も大きくなっていった。しかし、住人の望みを叶え続けていくうちにフーパは自分の力を見せつける為だけに力を使うようになり、やがては伝説のポケモンとの壮絶な戦いにデセルシティとその住人達をも巻き込み、その影響で街は壊滅の危機に瀕していた。そこでバルザとメアリの曾祖父であるグリスが「いましめのツボ」にフーパの力の一部を封印したことで街は救われた。
現在では近代的な建築物が立ち並ぶ都市へと発展し、ドーナツが名物として知られている。
デセルタワー
デセルシティのシンボルとされている巨大な塔。グリスがいましめのツボを作った場所に建てられ、ツボを作るための設備も用意されている。
フーパと超フーパが伝説のポケモンを呼び出した際に生じた空間の歪みによって消滅する。
いましめのツボ
100年前にデセルシティで大暴れしたフーパ（ときはなたれしすがた）の力の一部を封印する為にグリスがアルセウスの持つ「ほのお」「みず」「じめん」のプレートの力を借りて作った特殊なツボ。このツボに封印されていた力は長い年月を経て強い「怒り」となり、手にした者を操って封印を解かせ、再びフーパ（いましめられしすがた）を取り込もうとしている。
いましめのツボ（再生）
超フーパを封じ込めるために壊れたいましめのツボをバルザとメアリが再生させたもの。アルセウスのプレートの代わりにサトシのゲコガシラとセレナのテールナー、フーパが召喚したヒポポタスの力を材料とした。
超フーパ
100年前にグリスによって封印されていたフーパの力の一部が封印され続けたことによる「怒り（復讐）」のオーラ（「影」）に変化し、その「影」がロケット団との騒動により「いましめのツボ」が壊れたことで行き場を失い、邪悪なオーラをまとったフーパ（ときはなたれしすがた）と同じ形で具現化したもの。本物のフーパ（いましめられしすがた）と同じく、物やポケモンなどを「おでまし」することができ、さらに「おでまし」したポケモンを操る能力を持っている。

## スタッフ
- 原案 - 田尻智、増田順一、杉森建
- スーパーバイザー - 石原恒和、久保雅一
- アニメーション監修 - 小田部羊一
- エグゼクティブプロデューサー - 浅井認、宮原俊雄
- プロデューサー - 下平聡士、松山進、新井賢一、岡本順哉
- アニメーションプロデューサー - 亀井康輝
- アニメーションコーディネーター - 野本岳志、吉川兆二
- アシスタントプロデューサー - 知久敦、村椿拓郎、坂本鼓太郎、折方崇志、海野千春、石本順也、山内未來
- デスク - 波多邊万里子、宮下瑞穂、佐々木真依子
- 脚本 - 冨岡淳広
- 絵コンテ - 湯山邦彦、毛利和昭 / 関野昌弘、深沢幸司、吉川博明、大和田淳、紅優、大原実
- 演出 - 飯島正勝、関野昌弘、吉川博明、大和田淳、室谷靖、博多正寿、秋山朋子
- 予告演出 - 三浦陽
- キャラクターデザイン - 一石小百合、松原徳弘、広岡トシヒト、佐藤和巳
- 美術設計 - 田中俊成
- プロパティデザイン - 近永健一
- 総作画監督 - 佐藤和巳、中野悟史、毛利和昭
- 作画監督 - 池田裕治、東海林康和、新村杏子、新岡浩美、大河しのぶ、をがわいちろを、松岡秀明、志村隆行、佐藤陵、橋本千絵、西村昭子、岡昭彦、宍戸久美子、山形厚史、河野さち子、桑原麻衣、崔ふみひで
- 動画検査 - 榎本冨士香、室岡辰一、齋藤友希、阿部由実 / 松林志穂美、中山照幸、安本乃涼、原和泉、玉腰桃子、加島美穂
- 色彩設計 - 佐藤美由紀、吉野記通
- 色指定・検査 - 佐藤美由紀、井上あきこ、関有加里、大槻浩司、あかほりくみこ、鈴木咲絵、中村里沙
- 検査 - 岡本ひろみ、大本真希、伊藤敦子、笹愛美
- 仕上管理 - 小橋幸亮、佐々木尚子
- 特殊効果 - OLM、太田憲之
- 美術 - じゃっく
- 美術監督 - 秋葉みのる
- 美術担当 - 藤野真木子、片岡一巳、佐々木豪、武藤正敏
- 撮影監督 - 柚木脇達己
- 撮影チーフ - 青島彩
- CGI - OLM Digital
- CGIプロデューサー - 坂美佐子
- CGIスーパーバイザー - 近藤潤
- CGIディレクター - 伊藤良太
- 編集 - 辺見俊夫
- 編集助手 - ジェイ・フィルム、野川仁、小守真由美
- 音楽 - 宮崎慎二
- 音楽プロデューサー - 齋藤裕二、谷澤嘉信、佐野弘明
- 一部原曲・作曲 - 景山将太、足立美奈子、佐藤仁美、一之瀬剛
- 一部作編曲 - 澤口和彦
- 一部編曲 - 丸尾稔
- 音楽協力 - 小学館ミュージック & DE
- 音響プロデューサー - 南沢道義、西名武
- 音響監督 - 三間雅文
- 音響効果 - 神保大介
- 制作デスク - 澤田剛
- 設定制作 - 鈴森龍
- 制作進行 - 北村翔太郎、引田崇人、重光克彦、伊藤史哉、中野真梨奈、相見秀治 / 植木貴一、大木崇宏、鳶本雄喜、生熊隆、小林実那美
- 制作協力 - スノードロップ（福家日左夫）、A-Real（山浦貴法、戎雅子） / 小板橋司、加藤浩幸、吉岡大輔、佐々木崇之
- 製作 - 久保雅一、伊藤憲二郎、ハロルド・ジョージ・メイ、遠藤孝一、遠藤真郷、都築伸一郎
- アソシエイトプロデューサー - 山内克仁、弓矢政法、藤田亮、川崎由紀夫
- アニメーション制作 - OLM Team Kamei
- 製作 - ピカチュウプロジェクト（The Pokémon Company、小学館、テレビ東京、タカラトミー、ジェイアール東日本企画、OLM、小学館集英社プロダクション）

## 主題歌
本作は第13作目以来、オープニングテーマは無く、ポケモン世界の紹介のナレーションと共に本作に登場する伝説のポケモン達を背景にクレジットが流れる。
エンディングテーマ（日本版）「Tweedia」
歌 - 安田レイ（SME Records） / 作詞 - Kenji Tamai, Akiko.N / 作曲・編曲 - Kenji Tamai, Masahiro Tobinai
エンディングテーマ（英語版）「Every SideofMe」
歌 - ダニ・マーカス / 作曲 - エド・ゴールドファーブ

## 映像ソフト化
- 本編のDVDとBDは、2015年12月16日に発売された。

## 関連書籍

### コミカライズ
小学館 てんとう虫コロコロコミックス、2015年7月18日、ISBN 9784091420206
『月刊コロコロコミック』で漫画版（コミカライズ）が2015年5月号から7月号まで連載された。作画は上村ぎん。コミックスは描き下ろし部分を加えた上で公開日と同日に発売された。

### ノベライズ
小学館ジュニアシネマ文庫、2015年8月、ISBN 9784092308411
本作の脚本を務めた冨岡淳広の書き下ろしによる小説版（ノベライズ）。2015年8月20日発売。映画版では描ききれなかった場面や設定の補完がなされており、完全版ともいえる内容となっている。
小説版独自の描写
- プロローグとしてグリスの独白が描かれる。
- デセルシティの発展と100年前のフーパの暴走の経緯が詳細に語られており、「戒め」は強大な力を持つフーパを手懐けていると錯覚していたデセルの人々に対するものでもあるとグリスが話している。
- グリスに連れてこられたフーパが100年間見てきたアルケーの谷での暮らしがより詳細となっている。
- ルギアはサトシに「あやつり人」とテレパシーで呼びかけており、映画2作に登場したものと同個体である事が示唆されている。また、アルセウスについてもシンオウ地方を旅していた際に会った事があると語られている。
- 映画の前半でフーパがおでまししたピカチュウたちが、後半の伝説ポケモン同士のバトルでもサトシ達を援護するため再登場している。
- 本編では未登場だった、マーイーカとパンプジンが登場している（今作では同時上映のみの登場。なお、マーイーカ役の三宅は本編ではキュレムの声として出演している）。なお、パンプジンは次作の長編にて初の登場となる。
- デセルタワーへ避難する人々に飛んできたギラティナのシャドーボールを、ムサシのソーナンスがミラーコートで弾き返しロケット団が拍手喝采を受ける場面が登場する。

## おでまし小魔神フーパ
セブン-イレブンで発売された映画前売り券の付属DVDに収録されているオリジナルアニメ。フーパ、メアリ、バルザの幼い頃を描く。

### キャスト（おでまし小魔神）
- フーパ - 釘宮理恵
- バルザ - 竹内順子
- メアリ - 佐倉綾音
- コプー - 真堂圭
- ビット、ウォーグル - 古島清孝
- ルカ - 奈波果林
- ミラ、ゴマゾウ - 伊東みやこ
- ダム、ゴローン - 佐藤健輔

### スタッフ（おでまし小魔神）
- 脚本 - 冨岡淳広
- 総監督 - 湯山邦彦
- 絵コンテ - 高橋ナオヒト
- 演出 - 川崎逸朗
- キャラクターデザイン - 佐藤和巳、一石小百合、松原徳弘、広岡トシヒト
- 総作画監督 - 佐藤和巳、中野悟史
- 作画監督 - 空流辺広子
- アニメーション制作 - OLM TEAM KAMEI
- 製作 - ピカチュウプロジェクト

## フーパのおでまし大作戦!!
2015年4月23日よりおはスタで毎週木曜日に放送していたショートアニメ。上記のおでまし小魔神フーパのDVDに同時収録されている。また、ぷっちぐみ2015年8月号に付属する「プリンセスDVD」にも収録されている。全6話。内容はフーパがリングからポケモンを出してサトシに様々ないたずらをして「びっくりした?」と言い、いたずらが災いして「フーパ、びっくりした!」と自分に返って来るのが定番となっている。

### キャスト
- サトシ - 松本梨香
- ピカチュウ - 大谷育江
- フーパ - 釘宮理恵
- ポケモン達 - 寺崎裕香、三木眞一郎、林原めぐみ、古島清孝、佐藤健輔、三宅健太 他

## リアル脱出ゲームとのタイアップ
上映期間中にSCRAP主催の謎解きイベントである『リアル脱出ゲーム』とのコラボで『伝説のポケモンが襲来!?サンシャインシティを救え』がサンシャインシティで実施され、中学生以下の『マスターコース』と高校生以上の『ハカセコース』といった2つの難易度を用意した。